# Демишев
Де́мишев — хутор в Белокалитвинском районе Ростовской области.
Входит в состав Литвиновского сельского поселения.

## География

### Улицы
- ул. Кирпичная
- ул. Молодёжная
- ул. Школьная

## Население
| 1989 | 2002 | 2010 |
| ---- | ---- | ---- |
| 166  | ↗178 | ↘141 |